# منطقه غرب (کامرون)
منطقه غرب (به لاتین: West Region) یکی از منطقه‌های کامرون است. منطقه غرب ۱٬۸۶۵٬۳۹۴ نفر جمعیت دارد.

## نگارخانه

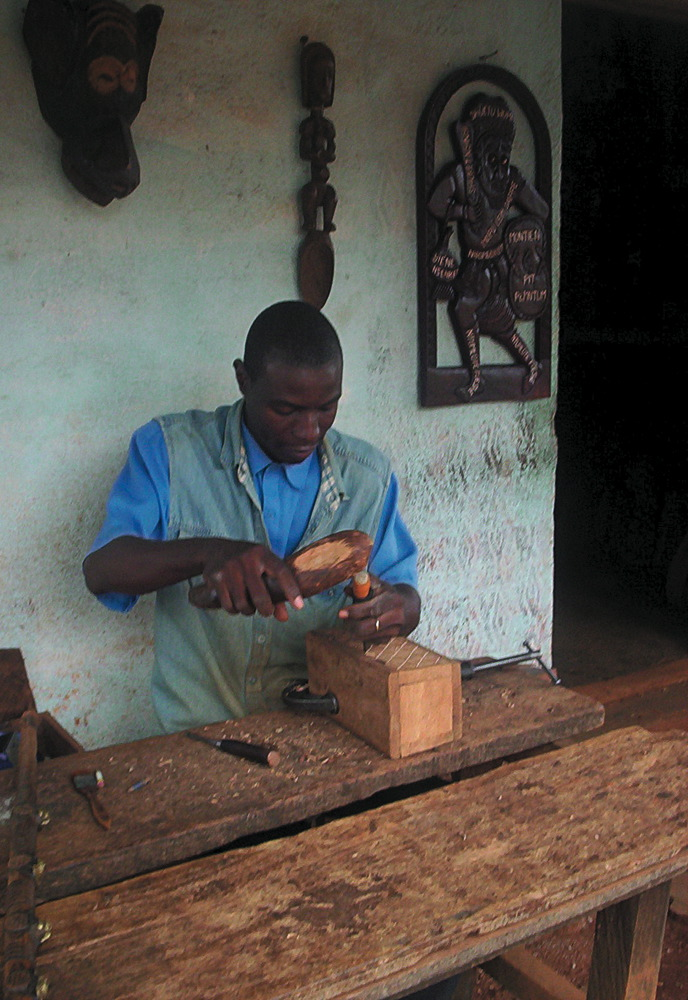
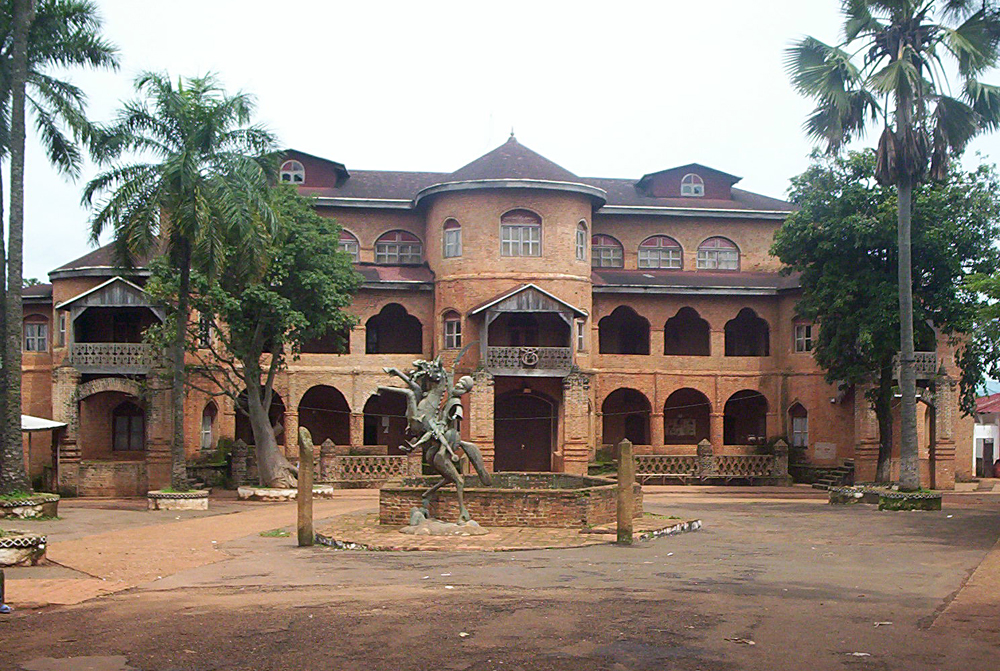